# بابی برنز
بابی برنز (انگلیسی: Bobby Burns؛ ‏ ۱ سپتامبر ۱۸۷۸ – ۱۶ ژانویهٔ ۱۹۶۶) بازیگر و کارگردان فیلم اهل ایالات متحده آمریکا بود.
از فیلم‌هایی که وی در آن نقش داشته‌است، می‌توان به قلب‌های شکسته، خروجی اینجاست، استخدام و اخراج، امور مالی آشفته، فراز و نشیب‌ها، درهم‌ریخته و ترمیم‌شده، سربازان نیروی هوایی، شهریاران سرعت، هارمونی سرکوب‌شده، بچه‌ها در شهر اسباب‌بازی، استخدام آزمایشی، بندرگاه قدیمی!، یک افتضاح حسابی، خشک‌شویی، شامپانزه، پرونده قتل لورل-هاردی، ما را ببخشید، در کوهستان، همدست، عشق، فلفل و شیرینی، در مسیر اشتباه، زیر صفر، مرغان، شکارچیان نیمه‌شب، تولد یک ملت و دایموند جیم اشاره کرد.